# Igiugig, Aljaska
Igiugig, Aljaska (енгл. Igiugig) насељено је место без административног статуса у америчкој савезној држави Аљаска.

## Демографија
По попису из 2010. године број становника је 50, што је 3 (-5,7%) становника мање него 2000. године.
| Група             | 2000.     | 2010.     |
| Белци             | 9 (17,0%) | 8 (16,0%) |
| Афроамериканци    | 0 (0,0%)  | 0 (0,0%)  |
| Азијати           | 0 (0,0%)  | 0 (0,0%)  |
| Хиспаноамериканци | 1 (1,9%)  | 6 (12,0%) |
| Укупно            | 53        | 50        |